# Serie A 1932 (pallapugno)
La Serie A di pallapugno 1932 si svolse nel 1932: al torneo parteciparono sei società sportive piemontesi.

## Formula
Secondo i documenti reperibili le sei squadre disputarono partite di andata e ritorno sui rispettivi campi. Si registrarono i ritiri delle formazioni di Asti ed EDA Torino 3 per indisposizione dei capitani, gli incontri che coinvolsero queste due quadrette furono dichiarati vinti a tavolino dagli avversari. Tutti gli incontri si svolsero negli sferisteri di Cuneo, Asti, Alba e Torino.

## Squadre partecipanti
Parteciparono al torneo otto società sportive provenienti dal Piemonte.
| Squadra      | Provenienza | Campionati di Serie A | Risultato 1930 |
| ------------ | ----------- | --------------------- | -------------- |
| Alba         | Piemonte    | 4                     | 4° in Serie A  |
| Asti         | Piemonte    | 7                     | 5° in Serie A  |
| Cuneo        | Piemonte    | 2                     |                |
| Torino EDA 1 | Piemonte    | Esordio               | -              |
| Torino EDA 2 | Piemonte    | Esordio               | -              |
| Torino EDA 3 | Piemonte    | Esordio               | -              |

## Formazioni
| Squadra      | Battitore       | Spalla              | Terzini                          |
| ------------ | --------------- | ------------------- | -------------------------------- |
| Alba         | Raffaele Ricca  | Maurizio Aprile     | Oreste Marengo, Cane, Raimondo   |
| Asti         | Pelazza         | Riccardo Fuseri     | Colombano, Depanis               |
| Cuneo        | Alfredo Marengo | Gio. Delpiano       | Luigi Civallero, Carlo Marchisio |
| Torino EDA 1 | Augusto Manzo   | A. Cappello         | An. Manzo, M. Cappello           |
| Torino EDA 2 | Paolo Rossi     | Maggiorino Bistolfi | Trinchero, Isnardi, Dellavalle   |
| Torino EDA 3 | Cavelli         | Rizieri             | Isaia, Ramonda                   |

## Torneo
Sono stati reperiti i risultati di alcuni incontri e la classifica parziale.

### Risultati
| Cuneo - Torino EDA 1        | 11 - 7 |
| Torino EDA 2 - Torino EDA 3 | 11 - 8 |
| Alba - Asti                 | 11 - 4 |
| Torino EDA 1 - Asti         | 11 - 5 |
| Cuneo - Torino EDA 3        | 11 - 8 |
| Torino EDA 2 - Alba         | 11 - ? |
| Torino EDA 1 - Alba         | 11 - 5 |
| Asti - Torino EDA 3         | 11 - 4 |
| Torino EDA 2 - Cuneo        | 11 - 6 |
| Cuneo - Alba                | 11 - 3 |
| Cuneo - Asti                | 11 - ? |
| Torino EDA 1 - Torino EDA 2 | 11 - ? |

### Classifica
| Pos. | Squadra      | P | G | V | P | GV | GP | DG |
| 1    | Torino EDA 1 | 6 | 7 | 6 | 1 | ?  | ?  | ?  |
| 2    | Cuneo        | 5 | 7 | 5 | 2 | ?  | ?  | ?  |
| 3    | Alba         | 4 | 7 | 4 | 3 | ?  | ?  | ?  |
| 4    | Asti         | ? | ? | ? | ? | ?  | ?  | ?  |
| 5    | Torino EDA 2 | ? | ? | ? | ? | ?  | ?  | ?  |
| 5    | Torino EDA 3 | ? | ? | ? | ? | ?  | ?  | ?  |

## Verdetti
- EDA Torino 1 Campione d'Italia 1932 (1º titolo[1])